# Alper Gezeravcı
Alper Gezeravcı (Mersina, 2 dicembre 1979) è un astronauta turco di etnia yörük, primo cittadino turco a raggiungere lo spazio il 18 gennaio 2024.
Il 4 maggio 2023 è stato selezionato come uno dei due astronauti scelti nella prima selezione di astronauti dell'Agenzia Spaziale Turca (TUA) in vista di una futura missione spaziale a bordo della Stazione spaziale internazionale. Il 12 settembre 2023 è stata ufficializzata la sua assegnazione come membro dell'equipaggio della missione commerciale Axiom Mission 3 di 14 giorni (poi estesa a 21 giorni) a bordo della ISS. La missione si è svolta tra gennaio e febbraio 2024.